# 石川県道233号羽咋田鶴浜線
石川県道233号羽咋田鶴浜線（いしかわけんどう233ごう はくいたつるはません）とは、石川県羽咋市と羽咋郡志賀町を結ぶ一般県道（石川県道）である。

## 概要
- 起点：石川県羽咋市千路町ヌ25番1地先（＝石川県道2号七尾羽咋線交点）
- 終点：石川県羽咋郡志賀町火打谷2字36番3地先（＝石川県道3号田鶴浜堀松線交点）

概ねのと里山海道と羽咋広域農道に沿っている。羽咋広域農道が全区間2車線（片側1車線）であるものの、当県道はすれ違いが困難な箇所が存在するなど、依然として車両の通行が困難な区間も残っている。なお、認定当初から路線名にある田鶴浜地区までは伸びていないため、主要地方道を利用して田鶴浜へ行くことができる。

## 歴史
- 1975年（昭和50年）3月31日：路線認定。

## 接続道路
- 石川県道2号七尾羽咋線（羽咋市千路町：起点）
- 羽咋広域農道（羽咋市上中山町）
- 石川県道234号函屋酒井線（羽咋郡志賀町上棚）
- 石川県道46号志賀田鶴浜線（志賀町二所宮・雨谷交差点）
- 石川県道46号志賀田鶴浜線（志賀町矢駄）
- 石川県道116号末吉七尾線（志賀町安津見）
- 石川県道3号田鶴浜堀松線（志賀町火打谷：終点）

## 重複区間
- 石川県道46号志賀田鶴浜線（羽咋郡志賀町大坂 - 同町矢駄）

## 通過する自治体
- 石川県
  - 羽咋市 -  羽咋郡志賀町

## 周辺施設
- 邑知潟
- JR七尾線 千路駅
- 朱鷺の台カントリークラブ
- 志賀町立下甘田小学校
- 下甘田郵便局
- 北陸電力 中能登変電所
- 石川北部RDFセンター
- 志賀町立加茂小学校
- のと里山海道 西山パーキングエリア
  - 　北鉄奥能登バスの特急バスが同エリアに停車する。